# Amitabh Bachchan

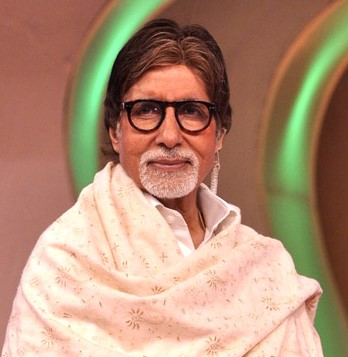
Amitabh Bachchan (2014)

Amitabh Bachchan (Hindi, अमिताभ बच्चन, Amitābh Baccan, * 11. Oktober 1942 in Allahabad, Indien), auch unter dem Namen Big B bekannt, ist ein indischer Schauspieler. Er ist auch Sänger, Politiker und Geschäftsmann. Bachchan gilt heute als einer der größten Stars der Hindi-Filmindustrie.

## Kindheit und Jugend
Bachchans Eltern, Harivansh Rai Bachchan, ein Dichter, und Teji Bachchan, eine soziale Aktivistin, zogen ihn in einem kultivierten und literarisch interessierten Haushalt auf. Er besuchte das Sherwood College in Nainital und später die Delhi University.

## Bachchan als eine nationale Ikone

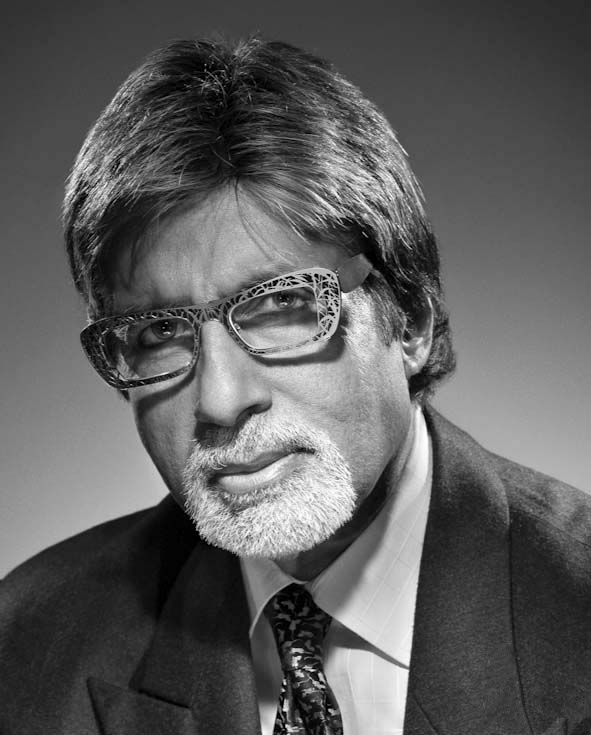
Amitabh Bachchan (2011)

Sein erster Film war Saat Hindustani (1969). Bachchan spielte in dem Film von Khwaja Ahmad Abbas nur eine kleine Nebenrolle. Mit seinen folgenden Rollen gewann er aber langsam eine Fangemeinde und wurde ein beliebter Hauptdarsteller. Ein Star wurde er allerdings erst im Jahre 1973 mit seinen Filmen Abhimaan und Zanjeer. Zanjeer zeigte Bachchan zum ersten Mal als den „zornigen jungen Mann“, der durch Unterdrückung in die Offensive getrieben wird. Millionen identifizierten sich mit seinem Zorn und seinem Idealismus.
Fans erinnern sich an ihn in erfolgreichen Filmen wie Sholay, Amar Akbar Anthony und Deewaar. Sholay gilt sogar bis heute als der erfolgreichste indische Film aller Zeiten; nicht wenige Inder gaben an, den Film mehr als 50-mal gesehen zu haben. Amitabh Bachchans Popularität beruhte lange auf diesem Klassiker des Bollywoodgenres.

## Lebensbedrohliche Verletzung
Im Jahr 1983 stand Bachchan für Manmohan Desais Coolie vor der Kamera, als er während der Dreharbeiten lebensbedrohlich verletzt wurde. Bei einer Action-Szene stürzte er auf einen Tisch, wodurch er sich eine Milzruptur zuzog und viel Blut verlor. Er bekam damals Blut gespendet, was ihm das Leben rettete. Später wurde er zu einem Botschafter für Blutspenden. Der schwere Unfall des „vergötterten“ Bachchan war damals ein Schock für das ganze Land. Premierministerin Indira Gandhi persönlich besuchte den Star an seinem Krankenbett.
Zwar drehte Bachchan weiterhin Filme, aber seine Karriere verlor nach diesem Zwischenfall an Schwung. Er machte immer weniger Filme und sein Name auf dem Plakat garantierte nicht länger den Erfolg jeder Produktion.

## Playback-Sänger
Im Gegensatz zu vielen anderen Bollywood-Schauspielern singt Amitabh Bachchan teilweise selber in seinen Filmen. Das beste Beispiel hierfür ist Lawaris, dessen Lieder seither einen hohen Bekanntheitsgrad genießen. Weitere berühmte Filmsongs mit seiner Stimme sind in den Filmen Toofan und Silsila zu hören. Seine unverwechselbare Stimme war auch in dem französischen Dokumentarfilm Die Reise der Pinguine (2005) sowie als Erzähler im mit dem Auslandsoscar ausgezeichneten Spielfilm Lagaan (2001) zu hören.

## Im indischen Unterhaus
Nachdem Premierministerin Indira Gandhi am 31. Oktober 1984 ermordet worden war, kandidierte ihr Sohn Rajiv Gandhi als Spitzenkandidat der Kongresspartei bei der Parlamentswahl in Indien 1984. Bachchan kandidierte bei dieser Wahl auf Bitten Rajiv Gandhis, eines langjährigen Freundes der Familie, für einen Sitz im Unterhaus und wurde im Wahlkreis Allahabad gewählt. 
1987 wurde bekannt, dass der schwedische Rüstungshersteller Bofors Schmiergelder gezahlt hatte, um einen Auftrag von der indischen Regierung zu erhalten. Bachchan trat als Abgeordneter zurück, damit endete sein Engagement in der Politik. Bachchans Familie distanzierte sich von Gandhis Familie.

## Firmengründung
Im Jahr 1995 stieg Bachchan ins Produktionsgeschäft von Filmen ein und gründete die Medien-Produktionsfirma Amitabh Bachchan Corporation Limited (ABCL). Neben Filmen ist die ABCL auch für Events zuständig. Im Jahr 1996 gelang es der ABCL, den Miss-World-Wettbewerb nach Indien zu holen und finanziell zu unterstützen. Auf Grund von Misswirtschaft des damaligen CEO Sanij Gupta und einigen verlustbringenden Filmen kam das Unternehmen in Finanznot und ging beinahe in Konkurs. Mittlerweile schreibt die Firma wieder schwarze Zahlen und arbeitet nun eng mit der Reliance Big Entertainment zusammen.

## Comeback Ende der 1990er Jahre
Bachchan drehte in den 80er und 90er Jahren weitere Filme, konnte aber lange Zeit nicht an frühere Erfolge anknüpfen. Mrityudatta (1997) war ein Flop. Hier trug Bachchan zum ersten Mal eine Perücke. Lal Badshah und Major Saab hatten ein wenig mehr Erfolg. Erst zur Jahrtausendwende schaffte er mit Bade Miyan Chhote Miyan (1998) an der Seite von Govinda und dem Liebesdrama Denn meine Liebe ist unsterblich (Mohabbatein) (2000), vor allem aber mit dem weltweit sensationell erfolgreichen Blockbuster In guten wie in schweren Tagen (Kabhi Khushi Kabhi Gham) (2001) ein filmisches Comeback.
Zu dieser Zeit galt Bachchan bereits als Legende. In einer BBC Online Wahl wurde er 1999 zum Superstar des Millenniums gewählt, noch vor Alec Guinness und Marlon Brando. Im Juni 2000 wurde er der erste lebende Asiate, der eine Wachsstatue zu seinen Ehren im Madame Tussauds bekam.
Im Jahr 2000 wurde er Moderator einer neuen Spielshow, Kaun Banega Crorepati, der indischen Version von Who Wants to Be a Millionaire?. Bachchan war ein ruhiger, sicherer Moderator und die Show wurde ein Erfolg. Sie wurde 2007 von Shah Rukh Khan übernommen und weitergeführt. Seit dem Erfolg dieser Show hat Bachchan wieder in vielen erfolgreichen Filmen mitgespielt, unter anderem Und am Abend wartet das Glück (Baghban), Veer und Zaara – Die Legende einer Liebe und Black.
Am 8. und 19. April 2005 wurde eine Filmretrospektive im Lincoln Center in New York veranstaltet. Die Filme, die gezeigt wurden, hatten Bachchan in der Hauptrolle: Hrishikesh Mukherjees Anand und Abhimaan und Sanjay Leela Bhansalis Black.
2017 wurde er in die Academy of Motion Picture Arts and Sciences aufgenommen, die jährlich die Oscars vergibt.

## Familienleben
Nach dem Erfolg von Zanjeer heiratete Amitabh Bachchan Jaya Bhaduri, mit der er in vielen Filmen zusammen spielte. Einige Filme mit Amitabh und Jaya sind: Zanjeer, Abhimaan, Sholay, Silsila, In guten wie in schweren Tagen.
Das Paar hat zwei Kinder, Abhishek und Shweta. Abhishek Bachchan ist seinem Vater gefolgt und hat in Filmen wie Refugee, Tera Jadoo Chal Gayaa, Dhai Askar Prem Ke, Hain Maine Bhi Pyaar Kiya, Om Jai Jagdish, Main Prem Ki Diwani Hoon – Ich sehne mich nach deiner Liebe, Erzähl mir nichts von Liebe, Zameen, L.O.C Kargil, Dhoom! – Die Jagd beginnt und Kabhi Alvida Naa Kehna – Bis dass das Glück uns scheidet mitgespielt. Abhishek Bachchan ist mit Aishwarya Rai verheiratet, die ihrerseits ein populärer Bollywood-Star ist.

## Auszeichnungen

### Ehrungen
- 1982: Padma Shri
- 2001: Padma Bhushan
- 2006: Ehrendoktorwürde der De Montfort University, Leicester[3]
- 2007: Offizier der Ehrenlegion[4]
- 2015: Padma Vibhushan

### Awards
- National Film Awards, India
  - 1969: Bestes Debüt (Saat Hindustani)
  - 1991: Bester Darsteller (Agneepath)
  - 2005: Bester Darsteller (Black)
  - 2009: Bester Darsteller (Paa)

- Filmfare Award
  - 1972: Bester Nebendarsteller (Anand)
  - 1974: Bester Nebendarsteller (Namak Haraam)
  - 1978: Bester Darsteller (Amar Akbar Anthony)
  - 1979: Bester Darsteller (Don)
  - 1991: Lifetime Achievement Award
  - 1992: Bester Darsteller (Hum)
  - 2001: Bester Nebendarsteller (Mohabbatein)
  - 2000: Superstar of the Millennium
  - 2002: Bester Darsteller – Kritiker (Aks)
  - 2001: Bester Nebendarsteller (Mohabbatein)
  - 2005: Bester Darsteller – Kritiker (Black)
  - 2005: Bester Darsteller (Black)
  - 2009: Bester Darsteller (Paa)
  - 2011: Filmfare Special Award

## Filmografie
- 1969: Saat Hindustani
- 1971: Anand
- 1971: Guddi
- 1971: Parwana
- 1971: Pyar Ki Kahani
- 1971: Yaar Meri Zindagi (nach 37 veröffentlicht)
- 1972: Bansi Birju
- 1972: Bombay to Goa
- 1972: Ek Nazar
- 1972: Jaban
- 1972: Piya Ka Ghar
- 1972: Raaste Ka Patthar
- 1972: Sanjog
- 1973: Abhimaan
- 1973: Baandhe Haath
- 1973: Gehri Chaal
- 1973: Namak Haram
- 1973: Saudagar
- 1973: Zanjeer
- 1974: Benaam
- 1974: Kasauti
- 1974: Kunwaara Baap (Gastauftritt)
- 1974: Majboor
- 1974: Roti Kapada aur Makaan
- 1975: Chhoti Si Baat
- 1975: Chupke Chupke
- 1975: Deewaar
- 1975: Faraar
- 1975: Mili
- 1975: Sholay
- 1975: Zameer
- 1976: Hera Pheri
- 1976: Do Anjaane
- 1976: Kabhi Kabhie
- 1977: Adalat
- 1977: Aalap
- 1977: Amar Akbar Anthony
- 1977: Imaan Dharam
- 1977: Khoon Paseena
- 1977: Parvarish
- 1978: Besharam
- 1978: Don
- 1978: Ganga Ki Saugandh
- 1978: Kasme Vaade
- 1978: Trishul
- 1979: The Great Gambler
- 1979: Jurmaana
- 1979: Kaala Patthar
- 1979: Manzil
- 1979: Mr. Natwarlaal
- 1979: Muqaddar Ka Sikandar
- 1979: Suhaag
- 1980: Do Aur Do Panch
- 1980: Dostaana
- 1980: Ram Balraam
- 1980: Shaan
- 1981: Barsaat Ki Ek Raat
- 1981: Kaalia
- 1981: Laawaris
- 1981: Naseeb
- 1981: Silsila
- 1981: Yaraana
- 1982: Bemisaal
- 1982: Desh Premee
- 1982: Khuddar
- 1982: Namak Halaal
- 1982: Nastik
- 1982: Satte Pe Satta
- 1982: Shakti
- 1983: Andha Kanoon
- 1983: Coolie
- 1983: Mahaan
- 1983: Pukar
- 1984: Inquilaab
- 1984: Sharaabi
- 1985: Mard
- 1985: Geraftaar
- 1986: Aakhree Rasta
- 1987: Shahenshah
- 1988: Ganga Jamuna Saraswati
- 1988: Hero Hiralal (Gastauftritt)
- 1989: Jaadugar
- 1989: Main Azaad Hoon
- 1989: Toofan
- 1990: Aaj Ka Arjun
- 1990: Agneepath
- 1991: Ajooba
- 1991: Akayla
- 1991: Hum
- 1991: Indrajeet
- 1992: Khuda Gawah
- 1994: Insaniyat
- 1997: Mrityudaata
- 1998: Major Saab
- 1998: Bade Miyan Chhote Miyan
- 1999: Lal Baadshah
- 1999: Sooryavansham
- 1999: Hindustan Ki Kasam
- 1999: Kohraam
- 2000: Denn meine Liebe ist unsterblich (Mohabbatein)
- 2001: Ek Rishta – The Bond of Love
- 2001: Lagaan – Es war einmal in Indien (Lagaan)(Erzähler)
- 2001: Aks
- 2001: In guten wie in schweren Tagen (Kabhi Khushi Kabhie Gham)
- 2002: Aankhen
- 2002: Hum Kisise Kum Nahi
- 2002: Agnivarsha
- 2002: Kaante
- 2003: Armaan
- 2003: Khushi bedeutet Glück! (Erzähler)
- 2003: Und am Abend wartet das Glück (Baghban)
- 2004: Khakee
- 2004: Aetbaar – Liebe kann tödlich sein... (Aetbaar)
- 2004: Ab Tumhare Hawale Watan Saathiyo
- 2004: Veer und Zaara – Die Legende einer Liebe (Veer-Zaara)
- 2004: Hum Kaun Hai?
- 2004: Und unsere Träume werden wahr (Kyun! Ho Gaya Na...)
- 2004: Deewaar – Hölle ohne Wiederkehr (Deewaar)
- 2004: Mut zur Entscheidung – Lakshya (Lakshya)
- 2004: Dev
- 2005: Black
- 2005: Tief im Herzen
- 2005: Bunty und Babli
- 2005: Parineeta – Das Mädchen aus Nachbars Garten (Parineeta) (Erzähler)
- 2005: Die Schöne und der Geist (Paheli)
- 2005: Sarkar
- 2005: Viruddh – Liebe für die Ewigkeit (Viruddh)
- 2005: Dil yo bhi kahey
- 2006: Kabhi Alvida Naa Kehna – Bis dass das Glück uns scheidet (Kabhi Alvida Naa Kehna)
- 2006: Baabul
- 2006: Family: Ties of Blood
- 2007: Eklavya - The Royal Guardian
- 2007: Nishabd
- 2007: Jhoom Barabar Jhoom (Gastauftritt)
- 2007: Cheeni Kum – Zuckersüss & echt scharf
- 2007: Om Shanti Om (Gastauftritt)
- 2007: The Last Lear
- 2008: Bhoothnath – Ein Geist zum Liebhaben (Bhoothnath)
- 2008: Sarkar Raj
- 2009: Aladin
- 2009: Paa
- 2010: Teen Patti
- 2010: Rann
- 2010: Kandahar
- 2011: Department
- 2011: Bbuddah… Hoga Terra Baap
- 2011: Aarakshan
- 2011: Shoebite
- 2012: Englisch für Anfänger (English Vinglish)
- 2012: Taalismaan
- 2013: Der große Gatsby
- 2014: Bhoothnath Returns
- 2015: Shamitabh
- 2015: Piku
- 2016: Wazir
- 2016: Te3n
- 2016: Pink
- 2017: Sarkar 3
- 2019: Badla
- 2024: Kalki 2898 A.D